# Эчмиадзинский район
Эчмиадзинский район — административно-территориальная единица в составе Армянской ССР и Армении, существовавшая в 1930—1995 годах. Центр — Эчмиадзин.

## История
Район был образован в 1930 году под названием Вагаршапатский район. В 1945 переименован в Эчмиадзинский. 
В 1970 году были начаты археологические раскопки на холме Мохраблур (т. е. "холм пепла") у села Акнашен, к югу от Эчмиадзина, в ходе которых было обнаружено городище самого древнего человеческого поселения на территории СССР.
Упразднён в 1995 году при переходе Армении на новое административно-территориальное деление, став частью Армавирской области.

## География
На 1 января 1948 года территория района составляла 1121 км². 

## Административное деление
По состоянию на 1948 год район включал 1 город (Эчмиадзин), 1 рабочий посёлок (им. Молотова) и 27 сельсоветов: Агавнатунский, Агджакалинский, Айгешатский, Айтахский, Апагинский, Арагацский, Араксский, Аралыхский, Аргавандский, Аршалуйский, Атарбекинский, Верин-Зейвинский, Верин-Кулибеклинский, Верин-Хатунархский, Грампинский, Джраратский, Дохсский, Лепугийский, Мргастанский, Муганский, Неркин-Зейвинский, Неркин-Хатунархский, Паракарский, Самагарский, Франгавоцский.